# Hafen von Xiamen
Der Hafen von Xiamen ist ein wichtiger Tiefwasserhafen auf der Insel von Xiamen, an der angrenzenden Festlandsküste und an der Mündung des Jiulongjiang im Süden von Fujian in der Volksrepublik China. Er ist einer der wichtigsten Fernverkehrshäfen im asiatisch-pazifischen Raum. 2022 stand er mit einem Containerumschlag von 12,43 Millionen TEU auf Platz 14 der weltweit größten Containerhäfen.
Die 20 größten Reedereien der Welt haben alle wichtige Schifffahrtsrouten und Betriebe in Xiamen etabliert. Darüber hinaus gibt es Passagierdienste von Xiamen nach Hongkong, Guangzhou, Shanghai und Wenzhou, sowie regelmäßige Fährverbindungen zum Shuitou-Terminal auf der Insel Kinmen (gehört zur Republik China). Der Hafen ist im Besitz und wird betrieben von der Xiamen Port Authority, die eine Abteilung der Stadtregierung von Xiamen ist.

## Geschichte
Ein Hafen besteht in Xiamen bereits seit der Antike. Während der Song-Dynastie wurde der Hafen ab dem 10. Jahrhundert ein wichtiger internationaler Umschlagplatz für Waren. Während der Ming-Dynastie diente er als Stützpunkt für die Bekämpfung der Piraterie. Europäer erreichten den Hafen im Jahr 1541 und der Vertrag von Nanjing von 1842, der den Ersten Opiumkrieg beendete, machte den Hafen von Xiamen zu einem von fünf Vertragshäfen, die für den britischen Handel geöffnet wurden. In den 1980er Jahren wurde Xiamen für ausländische Investitionen geöffnet und der Hafen der Stadt stieg zu den größten der Welt auf.
Am 31. August 2010 schloss sich der Hafen Xiamen mit dem benachbarten Hafen Zhangzhou zusammen. Dies war ein relativ ungewöhnlicher Fall, in dem Häfen über Gerichtsbarkeiten hinweg fusionierten.